# 田村英之助
田村 英之助（たむら えいのすけ、1931年 - ）は、日本の英文学者、詩人。専門はイギリス・ロマン派。立教大学名誉教授。筆名は中崎一夫。
1931年群馬県桐生市生まれ。1950年群馬県立桐生高等学校卒業。1954年東京大学文学部英文科卒業。1957年同大学院人文科学研究科修士課程修了。茨城大学文理学部講師、中央大学法学部助教授、教授、1977年立教大学文学部英米文学科教授。1996年定年退任、名誉教授。中崎一夫の筆名で詩や児童書の翻訳を書いた。

## 著書
- 『詩集 鳥獣戯画・その他』思潮社、1966年
- 『視差その他 中崎一夫詩集』国文社、1984年
- 『幻化その他』詩学社、1987年
- 『歳彩』仮象の会、1994年

### 翻訳
- 『キーツ詩集』編訳 思潮社 1968年
- ルイーズ・ケント『四せきの帆船』中崎一夫訳 岩本唯宏画 学習研究社 アドベンチャー・ブックス 1970年
- アラン・オナー『炎の自画像 ゴッホ』中崎一夫訳 小林与志画 学習研究社 世界の伝記 1971年
- 『筑摩世界文学大系 71 イェイツ、エリオット、オーデン』筑摩書房 1975年

イェイツ 詩（高松雄一、出淵博共訳）
- ジョン・キーツ『詩人の手紙』冨山房百科文庫 1977年、のち新版

## 論文
- <田村英之助